# هایدی ۲۵۲۱
سیارک ۲۵۲۱ (به انگلیسی: 2521 Heidi، نامگذاری:1979DK) دو هزار و پانصد و بیست و یکمین سیارک کشف شده‌است که در ۲۸ فوریه ۱۹۷۹ کشف شد.
قدر مطلق سیارک برابر ۱۱٫۷۰ است.